# Enjoy
Enjoy – album polskiej grupy muzycznej CF98. Wydawnictwo ukazało się w 2006 roku nakładem Pasażer Records.
Enjoy to debiutancki mini album grupy CF98, który w całości został zarejestrowany w Diamond Studio przez Dominika Burzyma  znanego m.in. z produkcji płyty Atrophia Red Sun "Twisted Logic" oraz ze współpracy z zespołami: Sphere, Witchking, CashMERE, Elenium.

## Lista utworów
1. "Buffalo’s Eye" - 03:16
2. "Fight Club" - 02:52
3. "And It’s Like That" - 03:19
4. "Your Girlfriend Is Becoming Older" - 02:16
5. "All About" - 03:38
6. "40 Seconds Of My Life" - 00:43
7. "One Minute Friend" - 04:05
8. "Our Story Goes" - 02:43

## Single
1. "Buffalo’s Eye" - 03:16
2. "Fight Club" - 02:52

## Twórcy
- Krzysztof Kościelski - gitara basowa
- Aleksander Domagalski - gitara
- Michał Stabrawa - perkusja
- Karolina Duszkiewicz - śpiew

## Realizacja
- Dominik Burzym - mix i mastering